# Gérard Houteer
Gérard Houteer, né le 18 octobre 1930 à Douai (Nord) et mort le 14 septembre 2007 à Muret, est un homme politique français.

## Biographie
Originaire du Nord de la France, Gérard Houteer a choisi de fonder une famille dans le sud, à Pau. Marié à une professeure, il est père de Christine, maître de conférences de droit public à l’université de Paris 12. Il a d’abord développé pendant de longues années une carrière de journaliste sportif (ancien demi d'ouverture de rugby à XV au stade briviste, capitaine et entraîneur de l'équipe de hand-ball de Pau) en tant que  correspondant à l'ORTF, reporter à Radio Monte Carlo et journaliste à la Dépêche du Midi.  Dans la suite des événements de mai 1968 il fut brutalement congédié des deux premières fonctions. Demeurant journaliste à la Dépêche du Midi, il quitta Pau et les Pyrénées-Atlantiques pour venir en novembre 1968  à l'agence de Muret en Haute-Garonne.
N'ayant pas appartenu à l'ancienne SFIO, mais proche du Parti socialiste notamment depuis le congrès d'Epinay en 1971, il participe à plusieurs élections locales et nationales dans les Pyrénées-Atlantiques en soutenant André Labarrère, alors maire de Pau, conseiller général et député qui occupera plus tard d'autres fonctions nationales et deviendra ministre chargé des relations avec le Parlement de 1981 à 1986.  C'est André Labarrère qui lui suggère de faire de la politique en briguant une fonction élective. 
A l’approche des élections législatives de 1973 Gérard Houteer est approché par les instances du Parti socialiste de Haute-Garonne qui souhaitent en faire son candidat contre M. Jacques Douzans, haut-fonctionnaire, alors député-maire divers droite de Muret, conseiller général solidement implanté depuis 1958 dans le canton de Muret. Il accepte et sa désignation est effective au congrès de Carbonne à l'unanimité des militants présents. Après une campagne de terrain dans la 5ème circonscription qui est une des plus peuplées du territoire (200 communes et jusqu'à 107629 inscrits sur les listes électorales), il bat Jacques Douzans au second tour des élections législatives des 4 et 11 mars 1973 avec 51,04% des voix contre 48,96% à son adversaire. A l’assemblée nationale, il est membre de la commission des Lois et le restera pendant les trois mandatures durant lesquelles il a siégé. Un moment vice président de la délégation parlementaire à l’ORTF, il sera membre du Haut Conseil de l’audiovisuel et du Conseil supérieur de l’administration pénitentiaire. Ses réélections successives (législatives des 12 et 18 mars 1978 --> 56,26% des voix au second tour ; législatives du 14 juin 1981 élection au premier tour avec 51,77% des voix) s’effectuent avec une certaine marge compte tenu de son implantation dans la circonscription et la reconnaissance de l’important travail qu’il fournit au profit des populations et des municipalités. 
Sans aucune complaisance et avec le souci constant de la vérité Gérard Houteer tente à plusieurs reprises de convaincre Pierre Mauroy puis Laurent Fabius que la politique menée par le Parti socialiste n’est pas assez audacieuse à son sens et qu’elle reflète trop celle qui l’a précédée. 
En 1981, "crime de lèse-majesté", il s’oppose à l’abolition de la peine de mort dès lors qu'elle n'est pas accompagnée de peines de sûreté contre un certain nombre de crimes contre les forces de l’ordre ou contre les personnes vulnérables. Il prévient qu’à défaut d'amendement du texte il ne votera pas l’abolition . Il n’est pas entendu par le Parti socialiste et pas davantage par Robert Badinter le Garde des Sceaux.  
Il s’ensuit pour lui une série de sanctions et de brimades qui conduiront in fine à sa mise à l’écart au moment des élections législatives de 1986 qui se déroulent au scrutin de liste à la proportionnelle. Il faut dire qu'entre temps il s'est rapproché de Michel Rocard ce qui n'arrange pas son cas aux yeux de la motion dominante. Le Parti le place en effet, lors de la publication de la liste PS le 18 octobre 1985, contre toute logique politique mais à titre de "revanche", en position non éligible sur la liste de Haute-Garonne. Cela apparaît contre intuitif aux militants et aux sympathisants PS tant il apparaît comme le député socialiste le mieux élu du département. Là encore il prévient que si le PS ne modifie pas l'ordre des candidats sur la liste il reprendra sa liberté. Ce qu'il fait à l'assemblée nationale en démissionnant du groupe PS le 29 octobre 1985. Il rejoint les "non-inscrits" et décide de présenter une liste indépendante, constituée de socio-professionnels, "Pour l'Avenir de la Démocratie". Les différents échanges avec le Parti et notamment son Premier secrétaire d'alors Lionel Jospin inclinent un temps pour lui "donner une compensation", ce que Gérard Houteer refuse n'étant pas vraiment homme à compromis ... C'est soit une position éligible, soit sa liberté de mener campagne séparément. Il sera exclu du PS le 4 février 1986. "L'affaire" fait grand bruit d'autant que selon la préfecture les renseignements généraux pronostiquent l'élection de Gérard Houteer.
Il présentera donc cette liste indépendante qui par une manœuvre politique sera déclarée inéligible par le commissaire de la République (appellation d'alors du préfet) de la Haute-Garonne sous la pression politique du Parti via le ministère de l'intérieur, plus précisément son ministre Pierre Joxe. La préfecture de la Haute-Garonne écrit le 25 février 1986 que conformément à l'article L156 du code électoral, la liste présentée par M. Gérard Houteer ne peut pas être enregistrée car le ministère de l'intérieur a fait savoir qu'un candidat de cette liste M. Georges Salvan figure aussi sur une liste déposée quelques heures plus tôt dans les Hautes-Alpes ...  Ce qui est faux et donnera même lieu à action pénale ultérieure. Mais ce qui s'apparente à une manoeuvre de bas étage a réussi et Gérard Houteer se voit bel et bien empêché de se présenter aux élections de mars 1986. D'autant que le préfet refuse de saisir le tribunal administratif en contravention avec l'article L 158 du code électoral.
Gérard Houteer obtiendra du Conseil constitutionnel, malgré les oppositions et les barrages de tous bords, l’invalidation des élections législatives du 16 mars 1986 en Haute-Garonne par annulation de la décision préfectorale  (décision du Conseil constitutionnel du 8 juillet 1986 sur les requêtes n°86-986, 86-1006 et 86-1015). Devant la "menace" qu’il représente aux yeux du Parti c’est Lionel Jospin en personne, alors premier secrétaire du Parti qui viendra mener la liste des socialistes. Finalement battu au scrutin du 28 septembre 1986 après une campagne de haine et de coups tordus menés contre lui, Gérard Houteer raconte tout cela dans son livre « les nœuds de l’affaire » paru en 1987 aux éditions Loubatières (Toulouse). Il écrira un second livre « à peine l’aurore … déjà le crépuscule » publié aux mêmes éditions en 1988 dans lequel il retrace la vie politique telle qu’il l’a vécue pendant toutes ces années de parlementaire et donne quelques portraits bien sentis d’édiles socialistes de renom. Affecté de voir démoli en un tournemain ce qui avait été édifié avec infiniment de patience et de travail pendant des années, il cherche à relancer une action politique en fondant en 1988 "le centre de réflexion démocrate et socialiste" (CRDS). 
Il meurt à Muret le 14 septembre 2007 à l'âge de 76 ans.

## Détail des fonctions et des mandats
Mandats parlementaires
- 11 mars 1973 - 2 avril 1978 : Député de la 5e circonscription de la Haute-Garonne
- 19 mars 1978 - 22 mai 1981 : Député de la 5e circonscription de la Haute-Garonne
- 14 juin 1981 - 1er avril 1986 : Député de la 5e circonscription de la Haute-Garonne